# Amazon S3
Az Amazon S3 az Amazon Web Services online tárhely szolgáltatása, amely REST vagy SOAP-alapú szolgáltatásként vagy BitTorrent protokollon keresztül érhető el. A szolgáltatás az első publikus szolgáltatás volt az Amazon Web Services tagjai közül, az Egyesült Államokban 2006 márciusában indult, majd Európában novemberben.

## Felépítése
Bár az Amazon nem tett nyilvánossá dokumentumokat a belső felépítésről, az S3 nyilvánvalóan objektum tároló elképzeléseken alapszik. Az Amazon nyilatkozatai alapján az S3 célja egy skálázható, magas rendelkezésre állású és alacsony késleltetésű szolgáltatás széles közönség számára elfogadható árakkal.
Az S3-at egy évre nézve 99,999999999% tartósságra és 99,99% hozzáférhetőségre tervezték, ugyanakkor nincs SLA a tartósságra.
Az S3 maximum 5 terabájtos fájlokat tárol, mindegyiket maximum 2 kilobájt mennyiségű metainformációval lehet ellátni. A fájlokat vödrökbe (bucket) rendezi, amelyek egy-egy Amazon Web Services felhasználóhoz tartoznak. Ezeket a vödröket egyedi azonosítóval látja el, amelyet a felhasználó ad meg. Az Amazon Machine Image-k (AMI-k) exportálhatóak az S3-ra.

## Közismert felhasználók
- a Minecraft használja játék frissítések és felhasználói avatarok tárolására.[5]
- Az Alfresco nyílt forráskódú tartalom kezelő szoftver felhő alapú szolgáltatása használja fájlok tárolására.
- A Dropbox és az Ubuntu One biztonsági mentés és adatszinkronizációs szolgáltatások

## Az S3APIés konkurens szolgáltatások
Az S3 széles körű elterjedése miatt számos, az Amazon S3-mal versenyző szolgáltatás épített az S3 fejlesztői felületére. Bár ezek a szolgáltatások és szoftverek megegyeznek a fejlesztői felületben, eltérnek a technológiai megvalósításban és az üzleti modellükben.
Néhány ismert S3-kompatibilis szolgáltatás és szoftver:
- Apache CloudStack
- Eucalyptus
- Nimbula
- A Riak Cloud Storage is ad S3 kompatibilis felületet[6]